# Атлант расправил плечи: Часть 3
«Атлант расправил плечи: Часть 3» — американский научно-фантастический драматический фильм 2014 года, основанный на романе философа Айн Рэнд 1957 года «Атлант расправил плечи». Является третьей частью в серии фильмов «Атлант расправил плечи» и сиквелом для фильма 2012 года «Атлант расправил плечи: Часть 2», продолжая историю, на которой закончилась предшествующая картина. Релиз, первоначально назначенный на 4 июля 2014 года, состоялся 12 сентября 2014 года. Актёры и съёмочная группа совершенно отличались от участников съёмок второй части, который сам использовал состав, не задействованный в первом фильме. Режиссёр Джеймс Манера, в главных ролях Лора Риган, Кристоффер Полаха и Жоаким Ди Алмейда.

## Сюжет
Владелец автомобильной компании 20-го века умер, и его место заняли его дети с новым планом управления предприятием: каждый должен работать изо всех сил, но чтобы зарплата была «по потребностям». Инженер лаборатории по имени Джон Голт возражает и объявляет: «Я остановлю двигатель мира».
Двенадцать лет спустя экономика США идёт вниз по спирали. Дефицит привёл к остановке деятельности авиакомпаний, и железные дороги пришли к господству; чрезмерное регулирование привело к финансовой катастрофе. Похоже, что за исчезновением руководителей компаний и других экспертов стоит Голт. Последний пропавший — Дагни Таггерт, исполнительный директор крупнейшей железнодорожной компании «Taggart Transcontinental». Она гналась за Голтом на частном самолёте, который потерпел крушение.
Дагни добралась до Ущелья Голта, и он спасает её из разрушенного судна. Там она встречает всех успешных людей, пропавших в последнее время, среди которых банкир Мидас Маллиган, кто говорит, что уволились после того, как поверили, что правительство порабощает их. Внешне правительство разрабатывает новое секретное оружие под названием «проект F» и национализирует железные дороги, включая «Taggart Transcontinental».
Общественность все больше разочаровывается в централизованном планировании, начинает рассматривать Голта как решение проблемы и проводит митинги, призывая его реформировать правительство. Томпсон, глава государства, предлагает ему работать совместно. После отказа власти пытают Голта с применением «проекта F». Однако единомышленники из ущелья прибыли, чтобы освободить Голта, они возвращаются в Ущелье, когда энергосети вокруг Нью-Йорка перегорают от высокого напряжения.

## В ролях
- Лора Риган — Дагни Таггерт
- Кристоффер Полаха — Джон Голт
- Жоаким Ди Алмейда — Франциско Д’Анкония
- Эрик Аллан Крамер — Рагнар Даннескьолд
- Роб Морроу — Генри (Хэнк) Риарден[5]
- Ларри Седар — Флойд Феррис[9]
- Грег Джерманн — Джеймс Таггерт
- Джен Николайсен — Черрил Таггарт (урожденная Брукс)
- Луис Хертум — Уэсли Моуч
- Доминик Дэниэл — Эдди Уиллерс
- Питер Маккензи — глава государства Томпсон
- Рон Пол, Гленн Бек, Шон Хэннити — в роли самих себя

## История создания

### Предыстория
В интервью Биллу Фрезу из Forbes, продюсер Джон Аглиалоро упомянул, что фильм будет включать в себя короткий диалог между героиней Дагни Таггерт и священником, персонажем, с которым, по его словам, Рэнд боролась и в конечном итоге исключила из оригинальной книги. Эта сцена не появилась в финальной версии.
За месяц до выпуска первой части Аглиалоро предположил, что часть III может быть нести черты музыкального фильма. В 2013 году он пообещал создать «что-то близкое к книге» и предсказал, что критики освистают фильм. В рекламном ролике на YouTube, где организаторы обсуждали фильм, он утверждал, что для команды было жизненно важно иметь режиссёра, который был бы профессиональным, способным к сотрудничеству и знакомым с работами Рэнд: «Меня не волнует, если мне придется уволить пять режиссеров, это нормально. Мы всё исправим».
Опыт режиссёра Джеймса Манеры включает работу над документальным фильмом в 2010 году и эпизода телешоу «Детектив Нэш Бриджес» в 1996 году. Оператором выступил Гейл Тэттерсолл.

### Сценарий
Дэвид Келли, основатель Общества Атланта и эксперт по философским темам «Атлант расправил плечи», был консультантом во время написания сценария, как и для первой и второй частей.

### Кастинг
Как и для второй части, на роль главных героев был организован новый набор актеров. Бывший конгрессмен и кандидат в президенты Рон Пол и сетевые радиоведущие Гленн Бек и Шон Хэннити cыграли самих себя, отвечая на речи Джона Голта.

### Съёмки
Профессиональная пресса сообщила, что съемки начались в январе 2014 года, после поста на Facebook о дате, назначенной на осень 2013 года. Бюджет был отчасти спонсирован кампанией Kickstarter, которая потратила $446 907 вместо изначальных $250 000.

### Процесс съёмок
В отраслевой прессе сообщалось, что съёмки начались в январе 2014 года после того, как на Facebook разместили пост о том, что датой выхода фильма назначили осень 2013 года. Бюджет был частично профинансирован Kickstarter, сформировав 446 907 долларов при запланированной сумме в 250 000 долларов.

## Релиз

### Маркетинг
9 июля 2014 года предварительный просмотр был организован на кинофестивале Anthem Film Festival в Лас-Вегасе, штат Невада.

### Кассовые сборы
Премьера фильма состоялась 12 сентября 2014 года на экранах 242 кинотеатров и собрал 461 179 долларов в первые выходные. Общая сумма сборов составила 851 690 долларов при бюджете в 5 000 000 долларов.

### Критика и отзывы
Фильм подвергся всеобщей критике и получил 0 % на сайте-агрегаторе рецензий Rotten Tomatoes на основе 10 обзоров со средней оценкой 1,4 балла из 10. На Metacritic фильм имел рейтинг 9/100 на основе 7 отзывов, что указывает на «подавляющую неприязнь». Алан Шерстул из «The Village Voice» описал экранизацию так: «Притча Рэнд предназначена для демонстрации того, насколько сильно мир нуждается в лучших из нас, но эта адаптация очень непреднамеренно показывает, какими были бы фильмы, если бы лучшие из нас не работали над ними».
В статье для «The Austin Chronicle» Луи Блэк заявил: «В 1949 году, когда Warner Bros. снимали „Источник“, Рэнд пригрозила сжечь студию, если они поставят под угрозу репутацию её романа. Я думаю, что если бы она дожила до этого момента, то искала бы горючее для зажигалок».
Фильм был номинирован на 35-ю награду «Золотая малина» за худший приквел, сиквел, ремейк или плагиат.